# تفير
مدينة تفير (بالروسية: Тверь) هي إحدى مدن روسيا الاتحادية، تعد مركز الكيان الفدرالي الروسي تفير أوبلاست. بلغ التعداد السكاني 414,606 نسمة حسب تقدير عام 2015م.
تقع المدينة على بعد 165كم شمال العاصمة الروسية موسكو على الطريق الواصل بين موسكو وسانت بطرسبورغ على ضفة نهر الفولغا.
يوجد في المدينة نصب تذكاري لـ أفاناسي نيكيتين الرحالة والتاجر الروسي الشهير الذي مجد اسم المدينة في كتابه «رحلة وراء البحار الثلاثة» بعد رحلته إلى الهند في القرن الخامس عشر التي استغرقت ستة أعوام.
وتقع مدينة تفير على نهر الفولغا، ويعتبر المؤرحون أن أولى التجمعات السكنية ظهرت هنا في المكان الذي تتقاطع فيه الفولغا مع نهر تفيرتسا. وبالرغم من اختلاف علماء التاريخ في تحديد فترة دقيقة لظهور هذه المدينة، إلا أنه من الأرجح أن تكون قد تأسست في عام 1135، وكانت في مطلع القرن الثالث عشر والرابع عشر أكبر مركز لحركة التحرر الوطني من نير التتار.
يبهج مركز مدينة تفير الانظار بالتنوع والتكامل المعماري. وتجذب اهتمام الزوار والرحالة منازل المدينة من مختلف الحقب التاريخية ابتداء من عصر القيصرة يكاتيرينا العظمى وحتى ستالين، كما تتميز بالشوارع الواسعة، والأراضي الفسيحة التي تطل على ضفاف نهر الفولغا، النابع بمقربة من المدينة.
شهدت المدينة عام 1763 حريقا، حولها خلال اربع ساعات إلى تلال من الرماد إذ احترق 852 منزلا من اصل 900.
كان ذلك في عهد يكاتيرينا الثانية والتي كلفت بيوتر نيكيتين الذي كان واحداً من أفضل المهندسين المعماريين في البلاد بإعادة بناء المدينة من جديد. وبعد بعث العنقاء من تحت الرّماد، أصبحت تعرف باسم مدينة عبور المواكب الحافلة. وظهرت ولأول مرة أماكن بات الشعب اليوم معتادا على سحرها الأخاذ كساحة المناهل، ومتنزه ستيبان رازين المطل على الفولغا، وقصر الطريق الذي اعتادت الإمبراطورة يكاتيرينا الثانية التوقف فيه بموكبها.
اكتسبت مدينة تفير شهرتها لوقوعها على الطريق الواصل بين العاصمة موسكو وسانت بطرسبورغ المعروفة بالعاصمة الشمالية، كما اشتهرت بأسلوب العمارة والبناء فهي رابع مدينة في العالم استخدم فيها نظام التخطيط ثلاثي الأشعة، وهو أسلوب التخطيط ذاته المستخدم في بناء روما.

## الحالة الإدارية للمدينة
مدينة تفير هي مركز الإدارة الإقليمية لـ تفير أوبلاست بلإضافة إلى منطقة كالينينسكاي خارج الأوبلاست.

## تقسيمات المدينة
تم تقسيم المدينة إلى عدة وحدات إدارية في عام 1965، تغيرت التقسيمات مع الزمن حيث أن التقسيم الحالي للمدينة يشمل 4 أقسام:
1. مديرية منطقة Zavolzhsky، تقع على الضفة الشرقية لنهر الفولغا.
2. مديرية منطقة Moskovsky، تقع في الجزء الشرقي من المدينة على الضفة الغربية لنهر الفولغا، بإتجاه العاصمة موسكو.
3. مديرية منطقة Proletarsky، تقع في الجزء الغربي من المدينة.
4. مديرية منطقة Tsentralny ، تعد مركز المدينة، حيث يقع فيها مركز المدينة التاريخي.

## التعليم
تحتوي المدينة على جامعة تفير الحكومية حيث تعد الجامعة الأرقى في تفير أوبلاست حيث تشمل على الجامعة الحكومية التقنية والجامعة الحكومية الطبية بالإضافة إلى الأكادمية الزراعية وما يزيد عن عشرون كلية ومدرسة ثانوية. يوجد في المدينة أيضاً فرع جامعة موسكو الحكومية للاقتصاد والإحصاء والمعلوماتية. وتحتوي على أكادمية Zhukov العسكرية لعلوم الفضاء والدفاع الجوي.
يوجد في مدينة تفير حوالي 50 مدرسة ثانوية بالإضافة إلى مدرسة خاصة ومدرسة عسكرية.

## المواصلات

### سكة الحديد
تربط سكة حديد "Oktyabrskaya Railway" المدينة بالعاصمة موسكو منذ عام 1850م. تعد محطة تفير المركزية الأكبر في المدينة بالإضافة إلى وجود اربع محطات أصغر، تربط شبكة السكة الحديدية المدينة ب مدن موسكو وبولوغويي ومدينة تورجوك. تعد مدينة تفير نقطة توقف لرحلات موسكو-سانت بطرسبورغ التي تستخدم القطار الكهربائي السريع «سابسان» الذي يسير بسرعة 250كم/ساعة بالإضافة إلى قطار "Tolstoy" الرابط بين مدينة هلسنكي والعاصمة.

### الطرق
يعبر المدينة الطريع السريع "M10 highway" الواصل بين العاصمة ومدينة سانت بطرسبورغ وطريق (A112) الواصل إلى مدينة رجيف وطريق (P84) الواصل إلى مدينة فيسييغونسك وطريق (P90) الواصل إلى مدينة فولوكولامسك بالإضافة إلى شبكة من الطرق الإقليمية عبر الأوبلاست. تعد مدينة تفير الأعلى من حيث امتلاك المقيمين للسيارات في روسيا حيث يوجد 288 سيارة لكل 1000 مقيم.

### النقل العام
يوجد في مدينة تفير محطة باصات رئيسية تربط أحياء المدينة وبلدات الأوبلاست والمدن المجاورة بالإضافة إلى رحلات إلى العاصمة موسكو.
تشمل وسائل النقل العام في المدينة على ترولي باص وترامواي وأيضاً الباصات والتكاسي (7 ركاب).

### النقل الجوي
تحتوي تفير على مطار Migalovo العسكري ومطار Zmeyevo للطائرات الصغيرة. أقرب مطار تجاري دولي لـ تفير هو مطار مطار شيريميتييفو الدولي على بعد 150كم منها.

### النقل البحري
تقع محطة تفير للنقل البحري على الضفة الغربية لنهر الفولغا بالقرب من منطقة التقائه مع نهر تيفيرتسا.